# 6월 16일
6월 16일은 그레고리력으로 167번째(윤년일 경우 168번째) 날에 해당한다.

## 사건
- 1397년 - 조선, 각도의 병마도절제사(兵馬都節制使)를 없애고 각 진(鎭)에 첨절제사(僉節制使)를 설치하였다. (음력 5월 21일)
- 1592년 - 옥포 해전이 일어났다.
- 1846년 - 교황 비오 9세가 255대 로마 교황에 취임했다.
- 1897년 - 미국과 하와이 간의 합병 조약이 체결됐다.
- 1903년 - 아문센의 북서항로 개척이 시작되다.
- 1931년 - 사이토 마코토가 조선총독에서 물러났다.
- 1987년 - 극동호 화재 사고가 일어났다.
- 2014년 - 쌍둥이 토네이도(Twin Tornadoes)가 미국 네브래스카주 북동부 필거(Pilger) 마을을 강타, 수십 명의 사상자가 발생하다.
- 2020년 - 남북공동연락사무소가 조선민주주의인민공화국에 의해서 폭파되다.

## 문화
- 1461년 - 세조의 명으로 간경도감이 설치되다.
- 1903년 - 포드 자동차 회사가 세워지다.
- 1911년 - IBM의 전신인 전산제표기록회사(CTR)가 세워지다.
- 1924년 - 황푸 군관학교가 세워지다.
- 1952년 - 한국항공대학교가 세워지다.
- 1963년 - 최초의 여성 우주비행, 소련의 발렌티나 테레시코바는 우주선 보스토크 6호를 타고 지구를 48바퀴, 70시간 50분 동안 비행하다.
- 2004년 - 디지털정보 보존 운동 e하루616이 시작되다.
- 2016년
  - 걸그룹 포미닛이 데뷔 7년만에 전격 해체되었다.
  - 상하이 디즈니랜드가 개장하다.
- 2018년 - 수도권 전철 서해선 소사역 ~ 원시역 구간이 개통되었다.
- 2022년 - 누리호 2차 시험 발사

## 탄생
- 1313년 - 이탈리아의 소설가 조반니 보카치오. (~1375년)
- 1546년 - 조선 중기의 왕족 하릉군. (~1592년)
- 1756년 - 러시아의 푸카초프 반란 지도자 살라와트 율라예프. (~1800년)
- 1862년 - 대한민국 최초의 종합대학교 숭실대학교의 설립자, 초대 학장 윌리엄 M. 베어드. (~1931년)
- 1863년 - 멕시코의 정치인, 외교관 프란시스코 레온 데 라 바라. (~1939년)
- 1894년 - 대한민국의 정치인 김도연. (~1967년)
- 1902년
  - 미국의 세포유전학자 바버라 매클린톡. (~1992년)
  - 미국의 고생물학자 조지 게일로드 심슨. (~1984년)
- 1911년 - 대한민국의 정치인 박희현. (~1999년)
- 1920년 - 미국의 언론인 존 하워드 그리핀. (~1980년)
- 1923년 - 미국의 야구 선수 앨리 클라크. (~2012년)
- 1926년 - 과테말라의 정치인, 군인, 대통령 에프라인 리오스 몬트. (~2018년)
- 1927년 - 대한민국의 정치인 연제원. (~2010년)
- 1929년 - 대한민국의 정치인 최명헌. (~2023년)
- 1930년 - 대한민국의 군인, 정치인 오자복. (~2017년)
- 1931년
  - 대한민국의 군인 출신 정치인 이광노. (~2016년)
  - 미국의 주교 존 셸비 스퐁. (~2021년)
- 1934년
  - 미국의 배우 빌 코브스. (~2024년)
  - 미국의 배우 멜 노박. (~2025년)
- 1937년
  - 대한민국의 정치인 조기상. (~2021년)
  - 대한민국의 군인 겸 정치인 이양호. (~2020년)
  - 불가리아의 마지막 국왕, 총리 시메온 삭스코부르크고츠키.
- 1940년 - 대한민국의 공무원 이수일.
- 1947년 - 대한민국의 배우 김시원.
- 1949년 - 대한민국의 정치인 백성운.
- 1953년 - 인도네시아 태샘 미국의 배우 밸러리 머해피. (~2025년)
- 1957년 - 대한민국의 정치인 유정복.
- 1958년 - 대한민국의 배우, 성우 이경영.
- 1959년 - 미국의 전 프로레슬링 선수 얼티미트 워리어.
- 1960년 - 대한민국의 프로듀서 김영희.
- 1962년
  - 대한민국의 축구 선수, 축구 감독 손웅정.
  - 대한민국의 야구 선수 김대현. (~1988년)
- 1966년 - 체코의 창 던지기 선수 얀 젤레즈니.
- 1967년 - 독일의 전 축구 선수, 축구 감독 위르겐 클로프.
- 1968년 - 대한민국의 가수 정음.
- 1969년
  - 대한민국의 전 야구 선수, 야구 감독 박재용.
  - 미국의 래퍼 MC 렌.
- 1971년
  - 대한민국의 배우 진도희.
  - 미국의 래퍼 겸 영화배우 투팍 샤커. (~1996년)
- 1972년
  - 미국의 배우 존 조.
  - 미국의 소설가 앤디 위어.
- 1973년
  - 대한민국의 정치인 백현주.
  - 대한민국의 전 야구 선수, 현 야구 코치 설종진.
  - 카메룬의 전직 축구 선수 미셸 펜세.
- 1974년 - 영국의 배우 조셉 메이.
- 1977년 - 대한민국의 전 배우 유민.
- 1978년 - 독일의 배우 다니엘 브륄.
- 1982년
  - 스페인의 전 핸드볼 선수 알베르트 로카스.
  - 캐나다의 전직 모델, 배우 미시 페러그림.
- 1983년
  - 대한민국의 농구 선수 이현민.
  - 대한민국의 축구 선수 김신영.
  - 대한민국의 기업인 김슬아.
- 1984년
  - 대한민국의 펜싱 선수 전희숙.
  - 재일교포의 전직 축구 선수 강현수.
  - 미국의 야구 선수 조너선 브록스턴.
- 1985년
  - 대한민국의 피겨 스케이팅 선수 박빛나.
  - 대한민국의 배우 강민정.
  - 대한민국의 프로게이머 지영훈.
- 1986년
  - 대한민국의 가수 하주연 (쥬얼리).
  - 우루과이의 축구 선수 페르난도 무슬레라.
  - 미국의 배우 캣 데닝스.
  - 대한민국의 아나운서 고새롬.
- 1987년
  - 대한민국의 성소수자 최한빛.
  - 미국의 가수 다이애나 디가모.
- 1988년
  - 대한민국의 아나운서 김나연.
  - 대한민국의 가수, 싱어송라이터 G.Soul.
- 1989년
  - 에스토니아의 피겨스케이팅 선수 옐레나 글레보바.
  - 중국의 종합격투기 선수 옌샤오난.
- 1991년
  - 대한민국의 가수 신우 (B1A4).
  - 대한민국의 가수 임영웅.
  - 대한민국의 싱어송라이터 한태인.
  - 대한민국의 기자 박서경.
  - 우즈베키스탄의 복싱 선수 파즐리딘 가이브나자로프.
  - 필리핀의 사회자, 배우, 가수 라이언 방.
- 1992년
  - 대한민국의 축구 선수 이태희.
  - 대한민국의 힙합 투탁.
- 1993년 - 대한민국의 배우 박보검.
- 1995년
  - 대한민국의 가수 희현.
  - 대한민국의 배우 주다영.
  - 대한민국의 농구 선수 이우정.
  - 조선민주주의인민공화국의 김정남의 서장자 김한솔.
  - 일본의 배우 아카오 히카루.
- 1996년
  - 대한민국의 아나운서 강다은.
  - 일본의 배우 사토 칸타.
- 1997년
  - 대한민국의 리그 오브 레전드 프로게이머 소드.
  - 대한민국의 인터넷 방송인 재넌.
  - 대한민국의 축구 선수 김진성.
  - 일본의 양궁 선수 가와타 유키.
  - 미국의 모델, 배우 카밀라 모로네.
  - 뉴질랜드의 배우 KJ 아파.
  - 프랑스의 축구 선수 장케뱅 오귀스탱.
- 1998년
  - 대한민국의 기상 캐스터 박서정.
  - 일본의 축구 선수 도안 리쓰.
- 1999년
  - 대한민국의 스피드 스케이팅 선수 김민선.
  - 대한민국의 축구 선수 홍현석.
  - 중국 태생 대한민국의 축구 선수 쉬후이.
- 2000년 - 중국의 가수, 래퍼 판청청.
- 2001년 - 대한민국의 야구 선수 박명현.
- 2002년
  - 대한민국의 야구 선수 이의리.
  - 대한민국의 야구 선수 강현구.
  - 미국의 가수 테일러 매킨토시.
  - 콩고 민주 공화국의 방송인 파트리샤 욤비.
- 2005년 - 일본의 아이돌 타시로 스미레.

## 사망
- 1926년 - 일제강점기의 정치인, 무관 나수연. (1861년~)
- 1958년 - 헝가리의 정치인 너지 임레. (1896년~)
- 1968년 - 대한민국의 시인 김수영. (1921년~)
- 1977년
  - 대한민국의 물리학자 이휘소. (1935년~)
  - 미국의 로켓과학자 베르너 폰 브라운. (1912년~)
- 2004년 - 태국의 정치인 타놈 끼띠카쫀. (1911년~)
- 2006년 - 대한민국의 성우, 배우 한영숙. (1951년~)
- 2017년
  - 독일의 정치인 헬무트 콜. (1930년~)
  - 대한민국의 배우 윤소정. (1944년~)
- 2022년 - 미국의 만화가 팀 세일. (1956년~)
- 2023년
  - 일본의 야구 선수, 야구해설가 기타벳푸 마나부. (1957년~)
  - 미국의 경제학자 대니얼 엘즈버그. (1931년~)
  - 대한민국의 의사 주석중. (1964년~)
- 2024년
  - 대한민국의 조각가 권경숙. (1927년~)
  - 미국의 육상 선수 로버트 슐. (1937년~)
  - 중화인민공화국의 정치인 천정가오. (1952년~)

## 기념일
- 아프리카 어린이의 날
- 청소년의 날: 남아프리카 공화국
- 서섹스 데이: 서섹스

## 같이 보기
- 전날: 6월 15일 다음날: 6월 17일 - 전달: 5월 16일 다음달: 7월 16일
- 음력: 6월 16일
- 모두 보기